# إل جي أوبتيموس Vu
إل جي أوبتيموس Vu (بالإنجليزية: LG Optimus Vu) هو هاتف ذكي من إل جي أليكترونيكس يعمل بنظام أندرويد، طرح في الأسواق في نوفمبر 2012.

## الخصائص
- نظام التشغيل: أندرويد
- الكاميرا الأمامية: 1.3 ميجابكسل
- الكاميرا الخلفية: 8 ميجابكسل، (1080p at 30 FPS فيديو)
- الشاشة: إل سي دي
- المعالج: رباعي النواة